# Arimnesto
Arimnesto (en griego: Ἀρίμνηστος; fl. principios del siglo V a. C.) fue el comandante del contingente platense en las batallas de Maratón y Platea durante las guerras greco-persas.

## Batalla de Platea
Plutarco relata que Arimnesto fue el responsable de seleccionar la ubicación de la Batalla de Platea, tras recibir en sueños recibir la guía de Zeus Soter. Compartió esta idea con el general ateniense Arístides, quien a su vez mostró el lugar al regente espartano Pausanias, el comandante general de las fuerzas griegas.
Estuvo presente en la muerte de Calícrates más tarde durante la batalla.
Fue representado en un retrato pintado en el Templo de Atenea Areia construido en el lugar de la batalla por los atenienses, bajo de una estatua de la diosa realizada por Fidias para conmemorar la victoria.

## En ficción
Arimnesto es el protagonista y narrador de la serie Long War de Christian Cameron.